# Millencolin/Midtown Split
Millencolin/Midtown Split is een ep van twee bands, die daarop beide drie nummers hebben. De bands zijn de Zweedse punkband Millencolin en de Amerikaanse poppunkband Midtown. Het werd uitgegeven op 28 mei door Golf Records.

## Nummers
Millencolin
1. "No Cigar"
2. "Blackeye"
3. "Buzzer" (Uitgebreide versie)

Midtown
1. "Let Go"
2. "Get It Together"
3. "You Should Know"

Nikola Šarčević · Mathias Färm · Fredrik Larzon · Erik Ohlsson
Albums en ep's: Use Your Nose · Skauch · Same Old Tunes · Life on a Plate · For Monkeys · Hi-8 Adventures Soundtrack · The Melancholy Collection · Pennybridge Pioneers · No Cigar · Millencolin/Midtown Split · Home from Home · Kingwood · Machine 15 · The Melancholy Connection · True Brew · SOS
Video's en dvd's: Millencolin and the Hi-8 Adventures